# Hans-Peter Rullmann
Hans-Peter Rullmann (* 1. Oktober 1934 in Hamburg; † 29. Januar 2000 ebenda) war ein deutscher Journalist, Publizist und politischer Gefangener.

## Leben
Nach dem Studium der Volkswirtschaft war er ab 1959 – zunächst in Ljubljana, dann in Belgrad – als Balkan-Korrespondent für deutsche Zeitungen und Rundfunksender, insbesondere für den Spiegel, tätig. Dort wurde er im März 1970 festgenommen und wegen angeblicher militärischer Spionage für den Warschauer Pakt zu sechs Jahren Haft verurteilt, kam aber aufgrund eines Revisionsverfahrens im Juni 1971 wieder frei und kehrte nach Deutschland zurück. Auch der mitangeklagte Journalist der albanischsprachigen jugoslawischen Zeitung Rilindja kam frei und wurde rehabilitiert. Wie sich später herausstellte, war Rullmanns Verhaftung offenbar vom damaligen jugoslawischen Innenminister Radovan Stijačić als Ablenkungsmanöver angeordnet worden, denn Stijačić selbst wurde später als Ostblock-Sympathisant aus der Partei ausgeschlossen.
Rullmann verfasste Artikel für die exilkroatische Zeitschrift Kroatische Berichte. Später war Rullmann Herausgeber des Ost-Dienst, eines Informationsdienstes, der sich kritisch mit Jugoslawien befasste und weitgehend die Positionen rechtsgerichteter kroatischer Exilaktivisten vertrat. Spätestens 1980 stand er in Kontakt zu dem kroatischen Rechtsextremisten Dobroslav Paraga. Er gründete die Deutsch-kroatische Gesellschaft e. V. und war viele Jahre lang deren Vorsitzender. Er gab die Zeitschrift Hrvatska domovina (Kroatische Heimat) heraus. 1990 wurde er von einer kroatischen Exilantenorganisation in Los Angeles als Kroatischer Mann des Jahres ausgezeichnet. Er war Gutachter vor deutschen Verwaltungsgerichten in Asylfragen und verfasste mehrere Broschüren und Bücher. In den Jugoslawienkriegen ergriff er in konservativen und rechtsgerichteten Blättern wie Europa vorn und Ostpreußenblatt Partei für die Kroaten und Bosnier, die er als Opfer einer serbischen Aggression ansah, zog sich aus der Thematik aber zunehmend zurück, als Feindseligkeiten zwischen Kroaten und Bosniern offensichtlich wurden.
1984 gründete er in Hamburg das homosexuelle Regionalmagazin Hamburger Gay Information. 1995 zog er sich von seinen publizistischen Tätigkeiten weitgehend zurück und lebte überwiegend in Agadir (Marokko).

## Werke
- Mordauftrag aus Belgrad : Dokumentation über die Belgrader Mordmaschine. Ost-Dienst, Hamburg 1980 (englisch, 1981 und kroatisch, 1984).
- Tito : Vom Partisan zum Staatsmann. 2. Auflage, 1980, ISBN 3-442-11288-5
- Lech Walesa : Der sanfte Revolutionär. 1981, ISBN 3-442-11321-0
- Die „Verschwörung“ : Kroatische Folterdokumente. Ost-Dienst, Hamburg 1981.
- Wer sind das, die Kroaten? Ost-Dienst, Hamburg 1981.
- Der Tourismus in Jugoslawien unter dem „Ostblock-Niveau“. Ost-Dienst, Hamburg 1984.
- Deutsch-Kroatische Gesellschaft e. V. (Hrsg.): Warum die Jugos nicht nach Hause gehen? : Probleme der Gastarbeiter aus Jugoslawien, vor allem der Kroaten, in der Bundesrepublik Deutschland und mit dem ungeliebten Heimatstaat Jugoslawien. Hamburg 1985.
- Der Fall Demjanjuk : Zur Beweislage und zu den politischen Hintergründen des Prozesses in Jerusalem. 2. Auflage 1987, ISBN 3-922314-75-9
- Krisenherd Balkan : Jugoslawien zerbricht. Facta, Hamburg 1989, ISBN 3-926827-17-0
- So endet Jugoslawien : die Ereignisse von Kosova; Chronik; Aufruf an die Weltöffentlichkeit. Hamburg 1990.